# Petit Piton
Petit Piton är ett berg i Saint Lucia. Det ligger i kvarteret Soufrière, i den sydvästra delen av landet. Toppen på Petit Piton är 739 meter över havet.
Terrängen runt Petit Piton är huvudsakligen kuperad, men åt sydväst är den platt. Havet är nära Petit Piton västerut.